# Up & Down - Un film normale
Up & Down – Un film normale è un film documentario del 2018 diretto da Paolo Ruffini e Francesco Pacini con Paolo Ruffini, Lamberto Giannini e gli attori con disabilità della Compagnia Mayor Von Frinzius: Erika Bonura, Simone Cavaleri, Andrea Lo Schiavo, Federico Parlanti, David Raspi e Giacomo Scarno.
Il film è stato prodotto da Fenix Entertainment, Non c'è problema, Laser Film e Agnus Dei Production e distribuito da Fenix Entertainment.
Il film ripercorre la nascita e il tour dello spettacolo teatrale Up & Down in cui la Compagnia Mayor Von Frinzius diretta da Lamberto Giannini, insieme all'attore e regista Paolo Ruffini, porta in scena lo spettacolo in diversi teatri d’Italia.
Lo spettacolo è stato trasmesso in prima serata su Italia 1 il 25 dicembre 2018, con la registrazione di una sua replica al Teatro Verdi di Firenze in una co-produzione tra Colorado e Non c’è Problema.

## Contenuti
Il documentario presenta l'omonimo spettacolo teatrale e traccia un profilo degli attori protagonisti, cinque ragazzi con Sindrome di Down e uno autistico, ripercorrendo le loro storie e descrivendo i loro talenti.
Il documentario è un insieme di clip che raccontano la storia e il progetto dietro lo spettacolo teatrale. Sono presenti estratti presi dalle telecamere dietro le quinte e scene di vita quotidiana di ogni singolo ragazzo, mostrando così al pubblico come si svolgono le giornate degli stessi oltre gli spettacoli teatrali, le tournée, i viaggi attraverso l'Italia per raggiungere i teatri, e le prove al teatro Goldoni di Livorno.
Il film contiene anche brevi scene riprese dagli spettacoli, mostrando i ruoli che i ragazzi hanno sul palcoscenico a fianco di Ruffini. Il prodotto finale presenta il significato dell'esperienza teatrale, il modi in cui gli spettacoli valorizzano i ragazzi mettendo in mostra le loro abilità e il rapporto creato fra i ragazzi e il regista.

## Genesi
Il progetto, prima dello spettacolo teatrale e poi del film, nasce a seguito dall'incontro tra l'attore e regista Paolo Ruffini con la Compagnia Teatrale livornese Mayor Von Frinzius, diretta da Lamberto Giannini, docente di filosofia e pedagogista.
La Compagnia Mayor Von Frinzius, fondata nel 1997, è composta da circa 90 attori, metà dei quali con disabilità di diverso tipo.

## Distribuzione
Il film è distribuito da Fenix Entertainment ed è stato proiettato in anteprima il 21 ottobre 2018 in occasione della Rassegna Alice nella città - Festa del cinema di Roma. È uscito nelle sale cinematografiche il 25 ottobre 2018.

## Riconoscimenti
- 2018 - Premio Kineo - diamanti al cinema, miglior documentario per il sociale all'interno della 75ª edizione della mostra del cinema di Venezia[4][5].
- 2018 - Nastro D'Argento menzione speciale per il sociale.
- 2018 - Rassegna Alice nelle città, Festa del cinema di Roma, menzione speciale.